# 绵毛益母草
绵毛益母草（学名：Leonurus panzerioides），为唇形科益母草属下的一个植物种。